# Saheb Sarbib
Saheb Sarbib (Porto, 22 maart 1944) is een Algerijns/Amerikaanse jazzmuzikant (contrabas, piano, orgel, hobo, klarinet, percussie), componist en orkestleider.

## Biografie
Onder invloed van zijn vader, een muzikant, begon Sarbib op 16-jarige leeftijd met het studeren van contrabas, nadat hij piano- en percussielessen had gekregen. Later speelde hij in verschillende pop- en beatbands in zijn geboorteland Portugal, waaronder de Quinteto Académico. Tegelijkertijd was hij actief in verschillende jazzprojecten. Vanaf 1970 begon hij muziek te maken in zowel Lissabon als Parijs. In de verdere cursus verhuisde hij volledig naar Parijs. Van 1973 tot 1977 woonde hij in Frankrijk, waar hij zijn eigen ensembles leidde met muzikanten als Daunik Lazro, François Jeanneau, de drummer Muhammad Ali en Mino Cinelu. In 1977 verhuisde hij naar New York, waar hij zijn eigen formaties en een multinationale bigband leidde, met muzikanten als Roy Campbell, Jack Walrath, Art Baron, Talib Kibwe, Joe Ford, Jemeel Moondoc, Mark Whitecage en Dave Hofstra. Hij speelde ook met Archie Shepp op zijn album Down Home New York (1984) en nam twee albums op met zijn eigen composities bij het label Soul Note. In 1981 werd Seasons gecreëerd met Paul Motian en Mark Whitecage, in 1984 met Joe Lovano, Kirk Lightsey en Rashied Ali het album It Couldn't Happen Without You. Eind jaren 1980 verdween Sarbib uit het muziekcircuit. Meest recentelijk nam hij op met Portugese jazzmuzikanten in 1990, zoals Jorge Lima Barretos en het Telectu-project van Vitor Rua.

## Stijl
Volgens Cook en Morton worden zijn composities en arrangementen sterk beïnvloed door Charles Mingus, Ornette Coleman en Cecil Taylor. Hij creëerde een uniek ensemblegeluid, gedisciplineerd maar vrij.

## Discografie
- 1979: UFO! Live on Tour (Cadence Jazz Records)
- 1980: Live at the Public Theater (Cadence Jazz)
- 1981: Aisha (Cadence Jazz)
- 1981: Seasons (Soul Note)
- 1982: Jancin’ at Jazzmania (Jazzmania)
- 1984: It Couldn’t Happen Without You (Soul Note)